# 갈색집박쥐
갈색집박쥐(Hypsugo imbricatus)는 애기박쥐과에 속하는 박쥐의 일종이다. 인도네시아와 말레이시아에서 발견된다.

## 특징
작은 박쥐로 몸길이는 42.5~49mm, 전완장은 32.5~36mm이다. 꼬리 길이는 35.5~38mm, 발 길이는 6.5~7mm, 귀 길이는 11~12.9mm이다. 등 쪽 털은 짙은 갈색이고, 배 쪽은 약간 밝다.

## 생태
바나나 나무와 같은 나무의 큰 잎 속에 매달려 지낸다. 먹이는 곤충이다.

## 분포 및 서식지
말레이시아 보르네오섬 사라왁주와 자와섬, 캉지안제도, 발리섬, 롬복섬, 술라웨시섬에 널리 분포한다. 농장과 대나무 숲 주변의 물가를 따라서 서식한다.